# Geschiedenis van Turkmenistan
De geschiedenis van Turkmenistan omvat de gebeurtenissen in het gebied van het huidige Turkmenistan van de prehistorie tot het heden.

## Prehistorie
Tijdens de bronstijd ontwikkelde zich in Turkmenistan de Oxuscultuur rond de rivier Amu Darja.

## Oudheid
Onder de naam Margiana werd het gebied deel van het Perzische Rijk: eerst onder de dynastie der Achaemeniden, later onder de Sassaniden. 

## Turkse veroveringen
De Oğuzen, een Turkse stam, migreerden in de 8e eeuw vanuit Mongolië naar Centraal-Azië en namen daar de naam Türkmen aan.
In de 11e eeuw trok een aantal Turkse nomadenstammen onder leiding van de Seldjoeken naar Perzië en Klein-Azië, waar ze zich vestigden op gronden die geschikt waren voor veeteeltnomadisme. Zij traden in Klein-Azië op als ghazi's (strijders voor de islam), waarbij de christelijke buurlanden Georgië, Armenië en het Byzantijnse Rijk werden aangevallen. Het Byzantijnse gebied (= het huidige Turkije) werd door hun toedoen veroverd, geïslamiseerd en geturkificieerd.
Van de 16e tot de 19e eeuw werden de oostelijke gebieden van Perzië voortdurend geplaagd door Turkmeense roofovervallen. Hieraan kwam pas een einde door de inlijving van hun woongebieden bij het Russische Rijk in 1885.

## Russische verovering

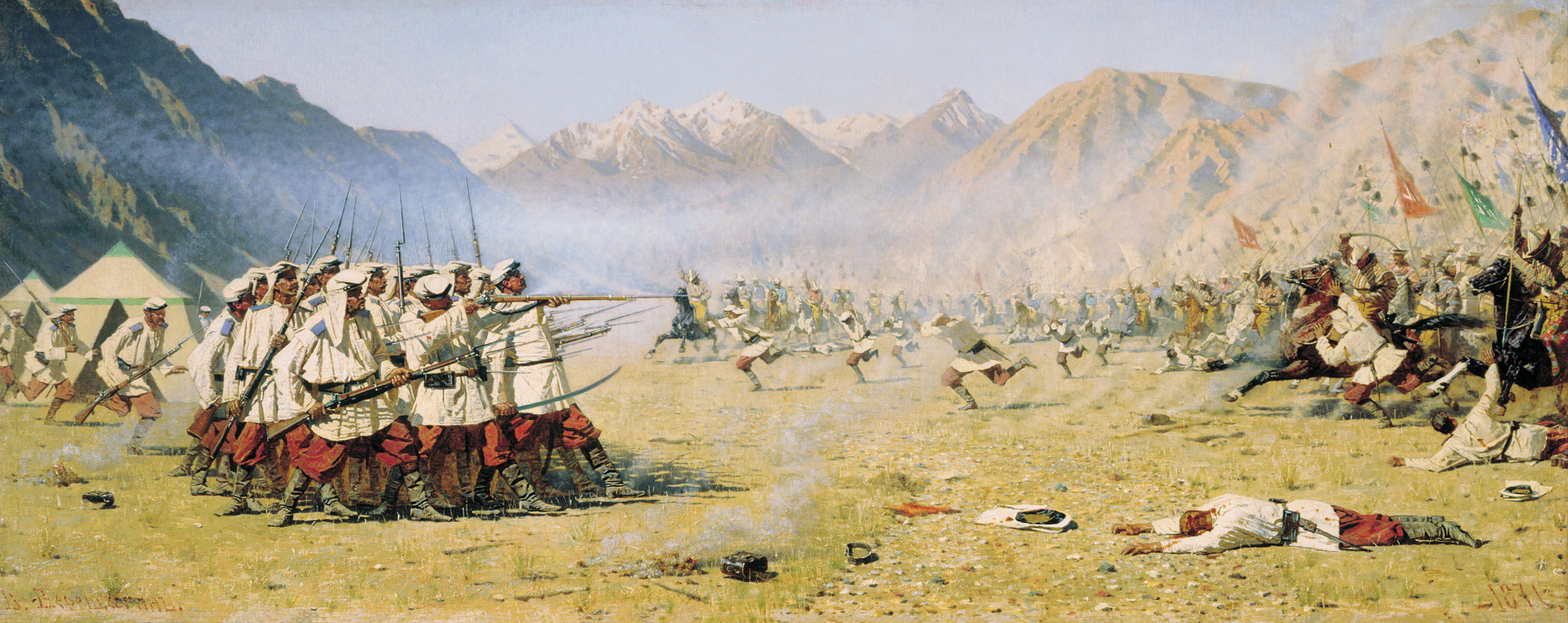
Plotselinge aanval, een schilderij van Vasili Veresjtsjagin over de strijd in Turkestan

Het gebied viel in 1881 na de val van de Turkmeense vesting Geok-Tepe aan het Russische Rijk. Het werd als Oblast Transkaspië deel van het Generaal-gouvernement Turkestan.

## Sovjetperiode
In 1918 werd er een Transkaspische regeringsraad opgericht. In 1922 werd Transkaspië onderdeel van de Turkestaanse Autonome Socialistische Sovjetrepubliek.
In 1924 richtten de communisten de Turkmeense Communistische Partij (SSR) en de Turkmeense Socialistische Sovjetrepubliek op, bestaande uit delen van Turkestan en van de kanaten Bochara en Chiva. Op 13 mei 1925 werd de Turkmeense Socialistische Sovjetrepubliek toegelaten tot de Unie van Socialistische Sovjetrepublieken (Sovjet-Unie). Gedurende de jaren 1920 en 1930 was de communist Nedirbaj Ajtakov (1894-1938) de sterke man. Deze kwam echter om tijdens de stalinistische zuiveringen van de jaren dertig. Sindsdien hadden de stalinisten het in Turkmenistan voor het zeggen.
Op 5 oktober 1948 werd de staat getroffen door een zeer zware aardbeving. Het aantal slachtoffers was lang onduidelijk, maar in 2007 meldde een Turkmeense overheidsinstantie dat de aardbeving 176.000 mensen het leven kostte. Dit kwam overeen met meer dan 10% van de toenmalige bevolking.
In 1969 werd Mohammed Nazar Gapoerov eerste secretaris van de TCP. Hij zou tot 1985 aan de macht blijven. Turkmenistan werd een van de belangrijkste katoenproducenten voor de USSR. De veeteelt werd (en wordt) gedomineerd door de schapenhouderij. In 1985 werd Saparmurat Niazov, de voormalige Turkmeense premier, eerste secretaris van de TCP. Ondanks het feit dat de meeste Centraal-Aziatische partijleiders tijdens de glasnost van Michael Gorbatsjov het veld moesten ruimen, kon Niazov blijven zitten. Op 19 januari 1990 werd Niazov tevens voorzitter van de Opperste Sovjet van Turkmenistan (en daarmee de facto president).

## Onafhankelijkheid (1991 - heden)
Tijdens de augustuscoup van 1991 waarbij Gorbatsjov het veld moest ruimen en die tijdelijk hardliners aan de macht bracht, zweeg Niazov. Toen Gorbatsjov 3 dagen na de coup weer de macht in handen kreeg, begreep Niazov dat de USSR ophield te bestaan. Niazov werd op 27 oktober 1990 tot president van Turkmenistan gekozen en transformeerde van stalinist tot nationalist. Op 27 oktober 1991 verklaarde Turkmenistan zich onafhankelijk, wat op 8 december 1991 door Moskou werd erkend.
In 1992 schafte Niazov de TCP af en verving haar door de Democratische Partij van Turkmenistan (DPT). Daarnaast schafte hij het ambt van premier af en begon hij als autocraat te regeren. Oppositieleiders werden al in een vroeg stadium na de onafhankelijkheid gevangengezet en de pers werd gecensureerd. In 1993 schonk Niazov zichzelf de titel Turkmenbashi ('Leider der Turkmenen').
Niazov introduceerde allerlei buitenissige zaken in Turkmenistan: de Ruchnama ('Boek van de Ziel'), een boek waarin hij zijn filosofie uiteen heeft gezet (een mengeling van islamisme, socialisme en nationalisme, met een hoog spiritueel gehalte), alsook het permanente presidentschap (sinds 1999 was Niazov 'president voor het leven') en het voor ieder huishouden verplicht stellen van het hijsen van de nationale vlag bij zonsopkomst en strijken van de nationale vlag bij zonsondergang (iedere dag opnieuw). Ook preek het gelaat van de president op alle bankbiljetten.
Hij voerde een feestdag in ter ere van zijn ouders en ook feestdagen voor de meloen en het tapijt. Schoolmeisjes werden verplicht een bontmutsje te dragen. Ook werd het sinds augustus 2005 verboden te playbacken, ook in besloten kring.
De persoonsverheerlijking van de Turkmenbashi nam ongewone vormen aan. Hij hernoemde steden, vliegvelden, de maand januari en zelfs een meteoriet naar zijn naam. Bezoekers werden geconfronteerd met verheerlijking van zijn persoon in teksten, opschriften en staatsieportretten.
Net als zijn Oezbeekse ambtgenoot Islom Karimov gaf Niazov blijk van afkeer van het islamitisch fundamentalisme. Zo achtte hij bijvoorbeeld het laten staan van een baard verdacht en dit werd dan ook om 'hygiënische redenen' verboden. Het praktiseren van religie kwam ook onder druk te staan. Zo zijn onder Niazovs regering verschillende religieuze gebouwen, zoals moskeeën, kerkgebouwen en hindoetempels in beslag genomen en/of gesloopt. De grote Kiptsjakmoskee die door Niazov in 2004 in Asjchabad werd geopend bevat naast verzen uit de Koran ook teksten uit Niazovs Ruchnama. Verder moesten moskeeën kopieën van de Ruchnama hebben en werden imams geïnstrueerd om teksten uit dit boek te gebruiken in hun preken.

### Na het overlijden van Niazov
Op 21 december 2006 overleed Niazov. Zijn taken werden overgenomen door vicepremier Gurbanguly Berdimuhamedow. Parlementsvoorzitter Ovezgeldy Atayev, die in principe waarnemend president zou moeten worden, werd buiten spel gezet door een strafzaak, die kort na de dood van Niazov tegen hem werd aangespannen. Op 11 februari 2007 werden presidentsverkiezingen gehouden, waarbij de bevolking kon kiezen uit zes kandidaten, die allemaal behoorden tot de naaste kennissenkring van Niazov. Berdimuhamedow was volgens de grondwet uitgesloten van deelname, maar de volksraad hief deze beperking op en riep - evenals de vijf andere presidentskandidaten - iedereen op om op Berdimuhamedow te stemmen, waarna hij met bijna 90% van de stemmen werd verkozen tot nieuwe president van Turkmenistan. Een van zijn beloften was het vrij toegankelijk maken van het internet, waarop kort daarna het eerste internetcafé in de hoofdstad Asjchabad opende.

### Verkiezingen van 2008
De eerste parlementaire verkiezingen voor de Mejlis (Turkmeens parlement) werden gehouden op 14 december 2008, met een tweede ronde gepland op 28 december 2008. Verder was er een herverkiezing op 8 februari 2009. Het aantal senaatszetels nam toe van 65 tot 125 op 26 september 2008. In de grondwet werd ook opgenomen dat meerdere partijen, en dus andere partijen dan de Democratische Partij van Turkmenistan, mee mochten doen aan de verkiezingen. Toch werden verder geen andere oppositiepartijen opgestart, en aangezien slechts een deel van het land mocht stemmen, verkleinde dat de kansen voor de oppositie aanzienlijk. In 2010 herhaalde president Gurbanguly Berdimuhamedow dat de Turkmeense grondwet het toestaat om meerdere partijen op te richten en hij spoorde de burgers aan hun initiatieven te melden. Het is onduidelijk of de partijen echt oppositie zullen mogen voeren, of dat zij net zoals de oppositie in de naburige Centraal-Aziatische staten enkel de macht van de president zullen gaan ondersteunen.

#### Achtergrond
Ongeveer 90% van de 288 kandidaten voor de 125 zetels waren leden van de DPT, en 10% was lid van aanverwante belangengroepen. Verder lieten bijna alle kandidaten zich uit in het voordeel van toenmalig president Gurbanguly Berdimuhamedow.
Etnische minderheden, zoals de Oezbeekse minderheid, kregen geen toestemming om kandidaten mee te laten doen aan de verkiezingen. Human Rights Watch zei over de verkiezingen: "[de] omstandigheden zijn niet in orde om een vrije en eerlijke verkiezing te houden dat een eerlijke reflectie zou moeten zijn van wat de mensen willen."
De verkiezingen waren ook de eerste waarbij Turkmenen in het buitenland konden stemmen. Stembussen werden geopend in 27 steden, waaronder Wenen, Brussel, Moskou, Berlijn, Londen en Parijs.

#### Uitslagen
Er waren 13 zetels te winnen in Asjchabad, 19 zetels in Ahal, 11 in Balkan, 26 in de Daşoguz, 26 in de Lebap en 28 zetels in de Mary. De centrale Turkmeense verkiezingscommissie heeft besloten om een tweede stemronde te houden voor de Mejlis.
Twee of meer kandidaten strijden in elk van de provincies om een zetel, en elke kandidaat heeft 50% van de stemmen nodig om een senaatszetel veilig te stellen. Een herverkiezing vindt plaats op 28 december 2008 en op 8 februari 2009. Op 22 december 2008 liet de Turkmeense stemcommissie weten dat in 1 gebied geen van de kandidaten de 50% kreeg en in een andere streek was de uitslag gelijk.

### Verkiezingen van 2012
Berdimuhamedow werd op 12 februari 2012 herkozen met 97% van de stemmen. Waarnemers uit voormalige Sovjetstaten bevestigden dat de verkiezingen democratisch waren verlopen, Europese waarnemers weigerden een delegatie te sturen.

### Verkiezingen van 2022
Het Turkmeense parlement nam op 12 februari 2022 een resolutie aan waarin vervroegde verkiezingen werden aangekondigd, die op de daaropvolgende 12 maart werden gehouden. Serdar Berdimuhamedow, zoon van de toenmalige president, werd met 72,97% van de stemmen verkozen tot zijn vaders opvolger. Turkmenistan werd daarmee, na Azerbeidzjan, de tweede voormalige Sovjetstaat die een dynastieke opvolging kende.

Geschiedenis van:
Afghanistan · 
Armenië · 
Azerbeidzjan · 
Bahrein · 
Bangladesh · 
Bhutan · 
Brunei · 
Cambodja · 
China · 
Filipijnen · 
Georgië · 
India · 
Indonesië · 
Irak · 
Iran · 
Israël · 
Japan · 
Jemen · 
Jordanië · 
Joodse Autonome Oblast · 
Kazachstan · 
Kirgizië · 
Koeweit · 
Korea (Noord-Korea, Zuid-Korea) · 
Laos · 
Libanon · 
Maldiven · 
Maleisië · 
Mongolië · 
Myanmar · 
Nepal · 
Oezbekistan · 
Oman · 
Oost-Timor · 
Pakistan · 
Palestina · 
Qatar · 
Rusland ·  
Saoedi-Arabië · 
Siberië · 
Singapore · 
Sri Lanka · 
Syrië · 
Tadzjikistan · 
Taiwan · 
Thailand · 
Tibet · 
Toeva · 
Turkije · 
Turkmenistan · 
Verenigde Arabische Emiraten · 
Vietnam · 
Xinjiang
Midden-Oosten · Centraal-Azië · Zuid-Azië